# إليزابيث بيفل
إليزابيث بيفل (بالرومانية: Elisabeth Pavel)‏ (1 سبتمبر 1990 بسيبيو في رومانيا - ) هي لاعبة كرة سلة رومانية في مركز الوسط. لعبت مع CSM Satu Mare (basketball) ‏.

## وصلات خارجية
- إليزابيث بيفل على موقع الاتحاد الدولي لكرة السلة (الإنجليزية)
- إليزابيث بيفل على موقع fiba3x3.com (الإنجليزية)
- إليزابيث بيفل على موقع كرة السلة الأوروبية.كوم (الإنجليزية)